# Kanton Moncontour (Côtes-d'Armor)
Kanton Moncontour (fr. Canton de Moncontour) je francouzský kanton v departementu Côtes-d'Armor v regionu Bretaň. Skládá se z 10 obcí.

## Obce kantonu
- Bréhand
- Hénon
- Moncontour
- Penguily
- Quessoy
- Saint-Carreuc
- Saint-Glen
- Saint-Trimoël
- Trébry
- Trédaniel